# Лук Кели
Лук Кели (Даблин, 17. новембар 1940 — Даблин, 30. јануар 1984) био је ирски певач, народни музичар и глумац. 
Кели је рођен, живео је и умро у Даблину, Ирска. Рођен је у радничком домаћинству у Даблину; Кели се преселио у Енглеску у својим касним тинејџерским годинама и до раних 20-их постао је укључен у оживљавање фолк музике. Вративши се у Даблин 1960-их, запажен је као један од оснивача бенда The Dubliners 1962. године. Познат по свом препознатљивом стилу певања, а понекад и политичким порукама, Irish Post и други коментатори сматрају Келија једним од највећих ирских фолк певача свих времена.

## Лични живот
Лук Кели се оженио Дирдре О'Конел 1965. године, али су се растали почетком 1970-их. Кели је последњих осам година живота провео живећи са својом партнерком Медлин Зајлер, која је из Немачке.

## Завршне године
Келијево здравље се погоршало 1970-их. Сам Кели је говорио о својим проблемима са алкохолом. 30. јуна 1980. током концерта у опери у Корку срушио се на бину. Већ је неко време патио од мигрене и заборављања – укључујући и заборављање у којој се земљи налази док је био на Исланду – што се приписивало његовом интензивном распореду, конзумирању алкохола и „парти начину живота“. Дијагностикован му је тумор на мозгу. Иако је Кели био на турнеји са The Dubliners након операције, његово здравље се додатно погоршало. Заборавио је текстове и морао је да прави дуже паузе на концертима јер се осећао слабо. Поред тога, након хитне операције после колапса у Корку, постао је повученији, преферирајући друштво Медлин код куће него да наступа. На својој европској турнеји успео је да наступи са бендом већи део наступа у Кареу за њихов албум Live in Carre. Међутим, у јесен 1983. морао је да напусти сцену у Трауну у Аустрији и поново у Манхајму у Немачкој. Убрзо након тога, морао је да откаже турнеју по јужној Немачкој, а после кратког боравка у болници у Хајделбергу пребачен је назад у Даблин.
После друге операције, Божић је провео са породицом, али је за Нову годину поново одведен у болницу, где је умро 30. јануара 1984. Келијева сахрана у Вајтхолу привукла је хиљаде ожалошћених из целе Ирске. На његовом надгробном споменику на гробљу Гласневин у Даблину стоји натпис: Luke Kelly – Dubliner.
Шон Кенон је заузео Келијево место у Даблинима. Са Даблинерима је наступао од 1982, због погоршања Келијевог здравља.

## Наслеђе
Наслеђе и доприноси Луке Келија ирској музици и култури описани су као „иконични“ и приказани су у бројним документарцима и антологијама.
Мост Балибоу у северном унутрашњем делу Даблина преименован је у Мост Лука Келија, а у новембру 2004. Градско веће Даблина је једногласно гласало за подизање бронзане статуе Лука Келија. Међутим, управа Даблина Доклендса је накнадно изјавила да више не може да приушти финансирање статуе. Године 2010, одборница Кристи Бурк из Градског већа Даблина апеловала је на чланове музичке заједнице, укључујући Бона, Фила Колтера и Енју, да помогну у подизању.
Педи Рајли је снимио омаж Кели  под називом The Dublin Minstrel. The Dubliners су снимили песму на свом ДВД/ЦД- у Live at Vicar Street.
На Божић 2005. објављен је документарни филм сценаристе и редитеља Мајкла Финија Калана, Luke Kelly: The Performer, који је убрзо стекао платинасти статус продаје. Документарац је представљао Келијеву причу кроз речи других чланова његовог бенда, Донована, Ралфа Мектела и других и садржао је целовите верзије ретко виђених извођења песама. Каснији документарац, Luke Kelly: Prince of the City, такође је био добро прихваћен.
Септембра 1988. подигнут је споменик у знак сећања на Келија у области Ларкхил у Вајтхолу, где је живео.
Две статуе Kelija откривене су у Даблин,у у јануару 2019, поводом 35. годишњице његове смрти.

## Дискографија

### Компилацијски албуми
| 1994 | The Collection - Формат: CD            | 1  |
| 1999 | Working Class Hero - Формат: CD        | 10 |
| 2004 | The Best Of - Формат: CD               | 2  |
| 2005 | The Performer - Формат: CD             | 14 |
| 2007 | Working Class Hero - Формат: CD        | 33 |
| 2010 | The Definitive Collection - Формат: CD | 7  |

### Синглови
| 2013 | The Auld Triangle са The Dubliners - Формат: Digital | 80 |

### ДВД
| 2005 | The Performer - Формат: DVD | 1 |